# Рената Флорес
Рената Флорес Рівера (нар. 20 березня 2001) — перуанська співачка.
У 2014-му році Флорес брала участь у шоу талантів під назвою «Дитячий голос» (La Voz Kids).
Світ дізнався про неї у 2015 році після того, як Флорес переспівала мовою кечуа пісню «The Way You Make Me Feel» Майкла Джексона. Їй допомагала з перекладом її бабуся, Ада. Флорес почала вивчати кечуа у віці 13-ти років і продовжила освоювати мову в університеті.
Вона випустила кілька власних пісень у жанрі треп, співаючи мовою кечуа. У піснях часто йдеться про проблеми та негаразди, з якими стикаються корінні народи Перу.
У березні 2021-го Флорес випустила свій перший альбом під назвою Isqun («Дев'ять»), у якому більшість із пісень співаються мовою кечуа.